# Zapotal 2da sección
Es una comunidad ubicada en el municipio de Comalcalco, Tabasco, cuenta con una población de 1952 habitantes, de los cuales 961 son hombres y 991 mujeres.“Se encuentra al noroeste de la ciudad de Comalcalco, integrando un área de influencia que está delimitada hacia el suroeste, con las rancherías Potrerito y Zaragoza 4ta sección del municipio de Paraíso y Zapotal 3ra sección del municipio de Comalcalco. Además, se refieren dentro de sus límites al ejido Occidente al Oriente de Zapotal 2da y Tío Moncho.

### Clima
Su clima es cálido húmedo con abundantes lluvias en verano; temperatura media anual entre 24 y 28 °C; y precipitación media anual entre 1500 y 3000 mm.

### Historia
De acuerdo con la historia oral local, la comunidad fue fundada en 1908. En aquellos años se contaba solo con una vía de comunicación terrestre y la población se transportaba por las orillas de ríos cercanos, a través de caballos y mulas. Desde 1975, PEMEX ha realizado diversas obras como, la mejora en la infraestructura de los caminos, lo cual permitió mayor acceso a la comunidad y un gran crecimiento urbano. Desde años anteriores el cultivo de cacao ha presentado  la enfermedad de la “monilia” producida por el hongo Moniliophthora roreri (Cif. y Par), basidiomiceto del orden moniliales, familia Moniliaceae, el cual ha sido controlado, pero no en su totalidad y esto representa actualmente un problema importarte en la producción.

### Infraestructura y servicios

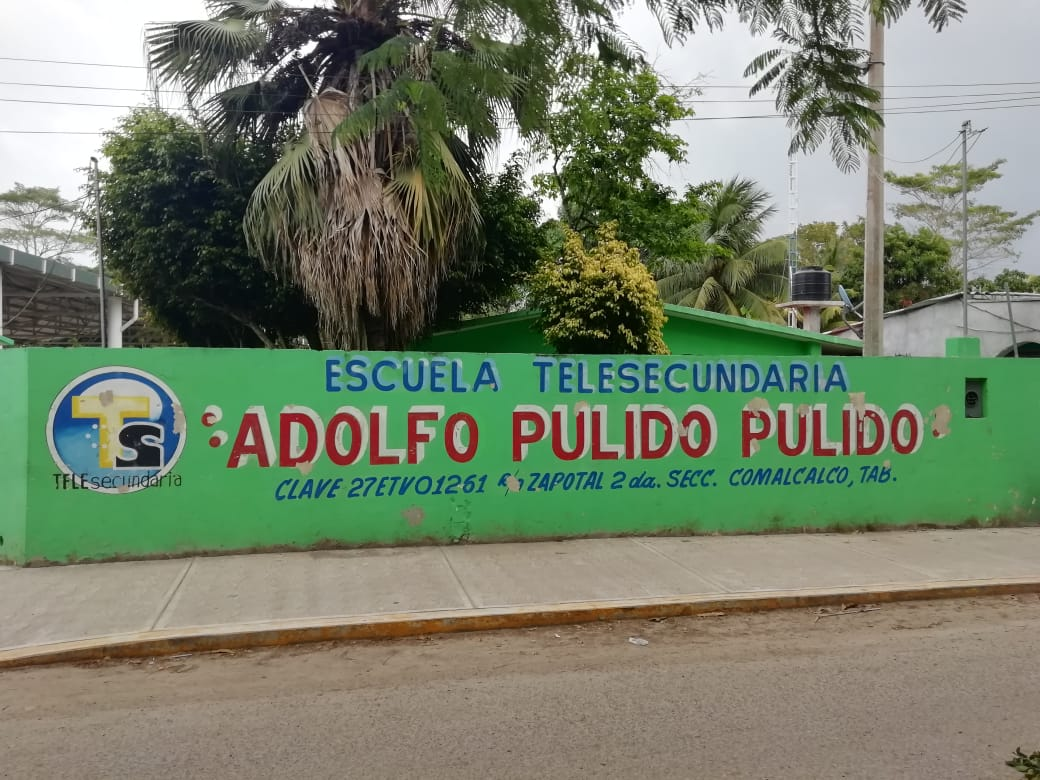
Telesecundaria Adolfo Pulido Pulido

Los servicios básicos que hay en la comunidad son, energía eléctrica, agua potable (entubada) y transporte público.Cuenta con instituciones educativas de nivel básico (jardín de niños, primaria y secundaria) y con un centro de salud. Las principales calles que conectan con la carretera estatal están pavimentadas. Mientras que los caminos que unen a las viviendas y cacaotales no cuentan con pavimentación.

### Social
Se identifican 22 instituciones que inciden en la comunidad, de los cuales, el programa 70 y más, discapacitados, tienda Diconsa y el programa de atención médica y dentista (del área de salud y por parte de PEMEX) son los que tiene una cobertura al 100%.

### Actividades productivas

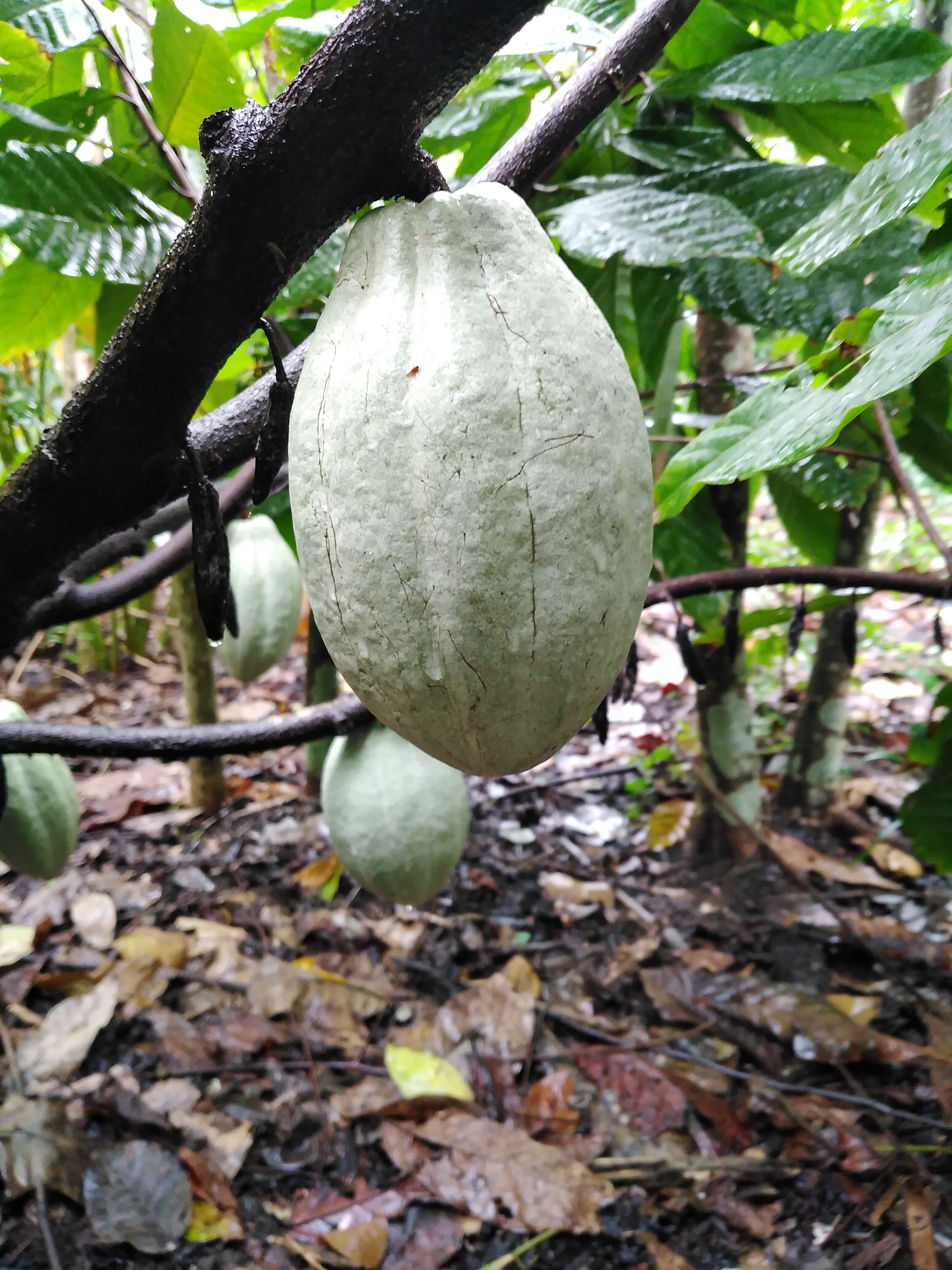
Variedad de cacao

Las principales actividades productivas en la comunidad es la siembra temporal de maíz, frijol, chayote, ñame y arroz. También se cultiva el cacao bajo la sombra de otros árboles locales e introducidos. La ganadería es otra actividad importante en la comunidad y es la actividad con mayor extensión y que genera mayor ingreso. Además, se realiza el aprovechamiento de otros recursos forestales como el jobo, el cedro, el macuilí, el moté y la caoba.
Una fuente de financiamiento que destaca en la comunidad es, el denominado “Proyecto Organizado en Comunidad (POC)” que se caracteriza por ser una caja de ahorro y brindar préstamos con fines de gastos médicos alrededor de $7,000, el límite de crédito otorgado es de $15,000 para negocios.